# Anomie (Band)
Anomie war eine französische Screamo-Band aus Orléans. Die Band war von 1994 bis 1997 aktiv.

## Geschichte
Die Band bestand aus vier Mitgliedern: Der Sängerin Kathleen Simonneau, dem Bassisten Gilles Auvinet, der auch als Toningenieur bei Ape Studio aktiv war, dem Schlagzeuger Rémi Chaumet und dem Gitarristen Johnny Vellaine. Gilles Auvinet, Rémi Chaumet und Johnny Vellaine spielten 1999 gemeinsam in der Band An-Att. Gilles Auvinet und Kathleen Simonneau bildeten 2010 die Band Escape.
Im Jahr 1997 veröffentlichte die Band ihre beiden Alben Anomie und MRTA Benefit. Neben ihren Soloveröffentlichungen wurde 1995 mit der Band Peace Of Mind ein Split veröffentlicht, im Dezember 1995 folgte mit der Band Peu Être der Split Friendly Split Corporation. Im Jahr 2001 wurde vier Jahre nach der Auflösung der Band das Album Discography 1994-1997 veröffentlicht. Anomie ist auf der 1996 veröffentlichten Compilation Food Not Bombs von Anima Records und auf der 1998 erschienenen Compilation The 51 Comp vertreten.

## Stil
Der Sound der Band geht aus dem Old-School-Hardcore hervor und ist geprägt von Screamo und Emo Violence. In Frankreich hatte sie großen Einfluss auf die dortige Szene.

## Diskografie
- 1995: Peace Of Mind (Split mit Peace Of Mind)
- 1995: Friendly Split Corporation (Split mit Peu Être)
- 1997: Anomie (Sarja / Anima[5])
- 1997: MRTA Benefit (Sarja / Anima[6] und Deranged Records[7])
- 2001: Discography 1994-1997 (Spurt / Boislève)